# Перелік ударів по житловій забудові під час російського вторгнення (червень 2025)
Удари по житловій забудові України під час російсько-української війни — воєнний злочин, скоєний російськими військовими під час повномасштабного військового вторгнення в Україну.
У переліку подано інформацію про удари по житловій та громадській забудові, а також обстріли відкритої території у яких відомо про цивільні втрати. Подано інформацію про атаки протягом червня 2025 року, яка була опублікована у відкритих джерелах.

## Загальна інформація

### Руйнування населених пунктів прилеглих до лінії зіткнення
У населених пунктах які знаходяться біля лінії бойового зіткнення, постійно відбуваються обстріли житлової та іншої цивільної забудови (у тому числі медичних установ, навчальних закладів, комерційної забудови). Впродовж червня 2025 року, обстріли відбувалися вздовж прикордонних громад Чернігівщини, Сумщини, та Харківщини, а також громад Запорізької, Дніпропетровської, Херсонської та Миколаївської областей із використанням ракет, безпілотників, мінометів, артилерії, реактивних систем залпового вогню, вогнем бронетехніки та стрілецької зброї.
Згідно з аналізом ООН, опублікованим у червні 2025 року, російські військові навмисно атакували цивільних, які не виявляли жодних ознак безпосередньої участі у бойових діях. Серед зафіксованих Місією жертв – мирні жителі, які пересувалися на велосипедах, в особистому транспорті, евакуаційних автобусах, каретах швидкої допомоги, під час гуманітарних місій, прогулянок або перебуваючи біля власних домівок.
Вздовж державного кордону:
- У Чернігівській області — Корюківська, Новгород-Сіверська, Семенівська, Сновська громади.
- У Сумській області — Білопільська, Великописарівська, Глухівська, Краснопільська, Миропільська, Новослобідська, Путивльська, Хотінська, Юнаківська громади.
- У Харківській області — Вільхуватська, Вовчанська, Дворічанська, Дергачівська, Золочівська, Липецька громади

Між тимчасово окупованою територією:
- У Харківській області — Борівська, Дворічанська, Ізюмська, Кіндрашівська, Куп'янська, Курилівська, Оскільська, Петропавлівська громади
- У Луганській області — Красноріченська, Лисичанська громади
- У Донецькій області — Званівська, Сіверська громади
- У Запорізькій області —
- У Херсонській області —
- У Миколаївській області —

## Перелік атак
Червоним кольором позначені атаки у яких відомо про загибель людей.
| дата і місце                                      | дата і місце                                | тип зброї               | подробиці атаки, жертви (загиблі/поранені)                                 | подробиці атаки, жертви (загиблі/поранені) |
| ------------------------------------------------- | ------------------------------------------- | ----------------------- | -------------------------------------------------------------------------- | ------------------------------------------ |
| 01/06                                             | Запорізька обл., Копані                     | авіабомбовий удар       | атаковані приватні житлові будинки                                         | 1/0                                        |
| 01/06                                             | Запорізька обл., Тернувате                  | авіабомбовий удар       | зруйнований магазин та поруч розташовані будинки                           | 3/0                                        |
| 01/06                                             | Донецька обл., Костянтинівка                | авіабомбовий удар       | пошкоджено 26 приватних домогосподарств, комунікації, авто                 | 1/4                                        |
| 01/06                                             | Херсон                                      | артобстріл              | атаковано цивільну інфраструктуру                                          | 1/2                                        |
| 01/06                                             | Київська обл., Білоцерківський р-н          | Shahed 136              | пошкоджено 10 приватних будинків                                           | —                                          |
| 01/06                                             | Одеська обл., Білгород-Дністровський р-н    | Shahed 136              | пошкоджено приватні будинки і бази відпочинку                              | —                                          |
| 01/06                                             | Харківська обл., Балаклія                   | Shahed 136              | уражено приватний і багатоквартирний будинки                               | —                                          |
| 01/06                                             | Харківська обл., Бунакове                   | Shahed 136              | пошкоджено лінії електропередач                                            | —                                          |
| 01/06                                             | Харківська обл., Великий Бурлук             | Shahed 136              | пошкоджено адмінбудівлю та авто                                            | —                                          |
| 01/06                                             | Харківська обл., Купʼянськ                  | БпЛА                    | дрон вдарив біля приватного житлового будинку                              | 0/2                                        |
| 01/06                                             | Харківська обл., Лозова                     | Shahed 136              | пошкоджена майстерня навчального закладу                                   | 0/1                                        |
| 01/06                                             | Запоріжжя                                   | Shahed 136              | удар по об'єктах критичної інфраструктури і приватній забудові             | 0/1                                        |
| 01/06                                             | Херсонська обл., Комишани                   | БпЛА                    | росіяни скинули вибухівку на цивільний автомобіль                          | 0/2                                        |
| 02/06                                             | Чернігівська обл., Семенівка                | артобстріл              | атакована цивільна забудова населеного пункту                              | 1/1                                        |
| 02/06                                             | Харківська обл., Ківшарівка                 | артобстріл              | російські військові обстріляли житловий квартал                            | 2/0                                        |
| 02/06                                             | Херсон                                      | БпЛА                    | російська армія атакувала медичну автівку в середмісті Херсона             | 1/2                                        |
| 02/06                                             | Херсон                                      | артобстріл              | обстріляно житлову забудову міста                                          | 1/0                                        |
| 02/06                                             | Дніпропетровська обл., Нікопольський р-н    | Shahed 136              | пошкоджено медзаклад, пожежну частину, магазин, ЛЕП                        | 0/3                                        |
| 02/06                                             | Дніпропетровська обл., Нікополь             | БпЛА                    | ворожий дрон влучив у багатоповерхівку                                     | —                                          |
| 02/06                                             | Полтавська обл., Миргородський р-н          | ракетний удар           | уламки пошкодили паркан та скління приватного будинку                      | —                                          |
| 02/06                                             | Чернігівська обл.                           | Shahed 136              | уражено одне з цивільних підприємств                                       | —                                          |
| 02/06                                             | Харків                                      | ракетний удар           | влучання ракет у дорогу, пошкоджені будинки                                | —                                          |
| 02/06                                             | Харків                                      | Shahed 136              | пошкоджено будівлю цивільного підприємства, приватні будинки               | 0/6                                        |
| 02/06                                             | Запорізька обл.                             | авіаудар                | росіяни обстріляли пожежну частину і вдруге вдарили по евакуації           | 0/12                                       |
| 02/06                                             | Донецька обл., Краматорськ                  | БпЛА, артобстріл        | обстріляно житлову забудову міста                                          | 0/1                                        |
| 03/06                                             | Харківська обл., Чистоводівка               | РСЗВ                    | атаковано цивільну забудову населеного пункту                              | 2/3                                        |
| 03/06                                             | Суми                                        | РСЗВ                    | атаковане перехрестя вулиць у центрі міста, знищені авто                   | 3/20                                       |
| 03/06                                             | Полтава                                     | Shahed 136              | уламки БпЛА пошкодили приватний будинок                                    | —                                          |
| 03/06                                             | Чернігів                                    | Shahed 136              | ураження багатоповерхівок, школи, магазинів                                | 0/4                                        |
| 03/06                                             | Одеса                                       | Shahed 136              | пошкоджені будинки і цивільна інфраструктура                               | 0/5                                        |
| 03/06                                             | Харківська обл.                             | Shahed 136              | уражено сортувальний термінал Нової пошти                                  | —                                          |
| 04/06                                             | Донецька обл., Родинське                    | авіабомбовий удар       | влучання авіабомби у житлову забудову та лікарню                           | 1/4                                        |
| 04/06                                             | Херсон                                      | БпЛА                    | безпілотник росіян вбив мешканця атакуючи житлову забудову                 | 1/0                                        |
| 04/06                                             | Одеса                                       | Shahed 136              | відомо про руйнування житла та цивільної інфраструктури                    | 0/1                                        |
| 04/06                                             | Суми                                        | Shahed 136              | пошкоджено складські приміщення, авто та ЛЕП                               | 0/1                                        |
| 04/06                                             | Сумська обл., Лебедин                       | Shahed 136              | удар по заводу з виробництва біоетанолу та приватні будинки                | —                                          |
| 04/06                                             | Харків                                      | Shahed 136              | удар по житловій забудові та цивільному підприємству                       | 0/1                                        |
| 04/06                                             | Запорізька обл.                             | авіабомбовий удар       | пошкоджені приватні житлові будинки та авто                                | 0/2                                        |
| 04/06                                             | Донецька обл., Краматорськ                  | артобстріл              | російські окупанти обстріляли спальні райони міста                         | —                                          |
| 05/06                                             | Чернігівська обл., Прилуки                  | Shahed 136              | постраждали будинки в житловій забудові                                    | 5/6                                        |
| 05/06                                             | Харків                                      | Shahed 136              | пошкоджені фасади багатоповерхівок                                         | 0/19                                       |
| 05/06                                             | Херсон                                      | авіабомбовий удар       | уражена будівля Херсонської ОДА і житлові будинки                          | 0/3                                        |
| 05/06                                             | Херсон                                      | авіабомбовий удар       | було завдано повторного удару по Херсонській ОДА                           | —                                          |
| 05/06                                             | Херсонська обл., Берислав                   | БпЛА                    | російські війська скинули вибухівку з дрона на жителя                      | 0/1                                        |
| 05/06                                             | Донецька обл., Словʼянськ                   | артобстріл              | обстріляно рятувальників, які гасили пожежу на Донеччині                   | 0/1                                        |
| 06/06                                             | Луцьк                                       | БпЛА, ракетний удар     | влучання в житловий будинок та промисловість                               | 2/30                                       |
| 06/06                                             | Київ                                        | БпЛА, ракетний удар     | уражено інфраструктуру та житлові будинки                                  | 3/22                                       |
| 06/06                                             | Чернігів                                    | БпЛА, ракетний удар     | пошкоджені багатоквартирні і приватні будинки                              | 2/4                                        |
| 06/06                                             | Львівська обл., Дрогобицький р-н            | БпЛА, ракетний удар     | пошкоджено промисловий об′єкт                                              | —                                          |
| 06/06                                             | Полтавська обл., Кременчуцький р-н          | Shahed 136              | пошкоджені адмінбудівлі, склади та кав'ярня                                | 0/3                                        |
| 06/06                                             | Херсон                                      | БпЛА                    | російська армія атакувала з дрона карету «швидкої», яка їхала на виклик    | 0/2                                        |
| 07/06                                             | Дніпропетровська обл., Межова               | авіабомбовий удар       | пошкоджено 5 приватних будинків і дитячий садок                            | 1/0                                        |
| 07/06                                             | Харків                                      | авіаудар, ракетний удар | влучання у цивільне підприємство та житлові багатоповерхівки               | 3/17                                       |
| 07/06                                             | Харків                                      | авіабомбовий удар       | повторний удар, уражено дитячу залізницю та житлові будинки                | 3/40                                       |
| 07/06                                             | Харківська обл., Козача Лопань              | авіабомбовий удар       | пошкоджені житлові будинки, автомобілі                                     | 1/1                                        |
| 07/06                                             | Херсон                                      | БпЛА, артобстріл        | пошкоджено житлові багатоповерхівки                                        | 2/2                                        |
| 07/06                                             | Херсонська обл., Білозерка                  | БпЛА, артобстріл        | атаковано цивільну забудову населеного пункту                              | 1/2                                        |
| 07/06                                             | Донецька обл.                               | БпЛА, артобстріл        | відомо про атаки цивільної інфраструктури                                  | 3/0                                        |
| 07/06                                             | Одеська обл., Овідіополь                    | Shahed 136              | пошкоджено храм та інфраструктуру                                          | —                                          |
| 07/06                                             | Дніпро                                      | БпЛА, ракетний удар     | пошкоджені інфраструктура, підприємство, навчальний заклад, житло          | 0/2                                        |
| 07/06                                             | Дніпропетровська обл., Павлоград            | БпЛА, ракетний удар     | уражено підприємство та багатоквартирні будинки                            | —                                          |
| 07/06                                             | Дніпропетровська обл., Нікополь             | БпЛА                    | пошкоджена житлова дев'ятиповерхівка                                       | —                                          |
| 08/06                                             | Сумська обл., Есмань                        | БпЛА                    | атака цивільної інфраструктури                                             | 0/1                                        |
| 08/06                                             | Сумська обл., Недригайлів                   | БпЛА                    | внаслідок атаки дроном пошкоджені авто та магазини                         | 0/2                                        |
| 08/06                                             | Запорізька обл., Приморське                 | БпЛА                    | росіяни вдарили FPV-дроном у приватний будинок                             | 0/1                                        |
| 09/06                                             | Донецька обл.                               | авіаудар, артобстріл    | руйнування 60 цивільних об'єктів, з них 24 житлових будинки                | 3/8                                        |
| 09/06                                             | Київ                                        | Shahed 136              | пошкоджено офісну будівлю                                                  | —                                          |
| 10/06                                             | Одеса                                       | Shahed 136              | пошкоджено кіностудію, пологовий будинок, медзаклад, житло та вокзал       | 2/9                                        |
| 10/06                                             | Донецька обл.                               | БпЛА, артобстріл        | уражено житлові будинки, інфраструктуру і об’єкти цивільного призначення   | 3/8                                        |
| 10/06                                             | Київ                                        | БпЛА, ракетний удар     | пошкоджено Софійський собор, житлові будинки, офіси, склади                | 1/4                                        |
| 10/06                                             | Київська обл., Бориспіль                    | Shahed 136              | уражено один з промислових обʼєктів міста                                  | —                                          |
| 10/06                                             | Київська обл., Броварський р-н              | Shahed 136              | відомо про руйнування цивільної інфраструктури                             | —                                          |
| 10/06                                             | Київська обл., Обухівський р-н              | Shahed 136              | відомо про руйнування цивільної інфраструктури                             | —                                          |
| 10/06                                             | Київська обл., Фастівський р-н              | Shahed 136              | відомо про руйнування цивільної інфраструктури                             | —                                          |
| 10/06                                             | Дніпропетровська обл., Нікопольський р-н    | БпЛА, артобстріл        | пошкоджено будинки, інфраструктуру, СТО та ЛЕП                             | 0/2                                        |
| 10/06                                             | Херсонська обл.                             | артобстріл, авіаудар    | пошкоджено багатоквартирний і 10 приватних будинків                        | 0/5                                        |
| 10/06                                             | Запорізька обл.                             | авіаудар, БпЛА          | 14 повідомлень про пошкодження приватних будинків, інфраструктури          | —                                          |
| 11/06                                             | Харків                                      | Shahed 136              | уражено житлові будинки, тролейбуси, дитячі майданчики, підприємства       | 3/60                                       |
| 11/06                                             | Донецька обл.                               | БпЛА                    | пошкоджено 32 цивільних об'єкти, з них 13 житлових будинків                | 2/6                                        |
| 11/06                                             | Херсонська обл., Білозерка                  | БпЛА                    | загинув 11-річний хлопчик внаслідок скидання вибухівки з дрона на житло    | 1/1                                        |
| 11/06                                             | Чернігівська обл., Семенівка                | БпЛА                    | було завдано удару по Семенівській лікарні                                 | —                                          |
| 11/06                                             | Одеська обл.                                | Shahed 136              | пошкоджень зазнали дачні будинки, господарчі споруди                       | —                                          |
| 11/06                                             | Дніпропетровська обл., Великомихайлівка     | авіабомбовий удар       | пошкоджено житлові будинки                                                 | —                                          |
| 11/06                                             | Дніпропетровська обл., Нікопольський р-н    | БпЛА                    | атакована житлова багатоповерхівка                                         | —                                          |
| 11/06                                             | Харків                                      | БпЛА                    | удар по території приватного домоволодіння                                 | 0/1                                        |
| 11/06                                             | Харківська обл., Купʼянськ                  | авіабомбовий удар       | уражені житлові будинки, споруди, дитсадок, станцію медичної допомоги      | —                                          |
| 11/06                                             | Запорізька обл., Малокатеринівка            | БпЛА                    | удар по цивільному автомобілю, 17 пошкоджень приватних будинків            | 0/2                                        |
| 11/06                                             | Херсонська обл., Наддніпрянське             | БпЛА                    | атака цивільного авто, пошкоджено багатоповерхівки і приватне житло        | 0/12                                       |
| 12/06                                             | Чернігівська обл., Новгород-Сіверський р-н  | БпЛА                    | відомо про атаку житлової забудови населеного пункту                       | 1/0                                        |
| 12/06                                             | Запорізька обл., Гуляйполе                  | авіабомбовий удар       | атаковані житлові будинки населеного пункту                                | 1/3                                        |
| 12/06                                             | Херсонська обл.                             | БпЛА, артобстріл        | відомо про обстріл житлових кварталів                                      | 1/7                                        |
| 12/06                                             | Донецька обл., Новодмитрівка                | авіабомбовий удар       | пошкоджені дев'ять приватних житлових будинків                             | 1/0                                        |
| 12/06                                             | Одеська обл., Ізмаїльський р-н              | Shahed 136              | атаковано житло, с/г підприємство та техніку                               | —                                          |
| 12/06                                             | Дніпропетровська обл., Нікопольський р-н    | БпЛА                    | пошкоджено житло, адміністративну будівлю та лінію електропередач          | —                                          |
| 12/06                                             | Харків                                      | Shahed 136              | удар по школі та житловій забудові                                         | 0/18                                       |
| 12/06                                             | Харківська обл., Золочів                    | авіабомбовий удар       | атаковано житлова забудова                                                 | 0/5                                        |
| 12/06                                             | Сумська обл., Руднівка                      | БпЛА                    | атаковано цивільних осіб                                                   | 0/2                                        |
| 13/06                                             | Дніпропетровська обл., Нікопольський р-н    | БпЛА                    | понівечені приватний будинок і господарські споруди                        | 1/0                                        |
| 13/06                                             | Дніпропетровська обл., Павлоградський р-н   | Shahed 136              | пошкоджено багатоквартирні житлові будинки                                 | —                                          |
| 13/06                                             | Дніпропетровська обл., Петропавлівка        | Shahed 136              | пошкоджено житло і с/г підприємтво                                         | —                                          |
| 13/06                                             | Харків                                      | Shahed 136              | постраждало комунальне підприємство і склад                                | —                                          |
| 14/06                                             | Херсонська обл.                             | БпЛА, артобстріл        | удари по житлових кварталах населених пунктів                              | 1/1                                        |
| 14/06                                             | Миколаївська обл., Дмитрівка                | БпЛА, артобстріл        | атака на турбіни Очаківської вітрової електростанції                       | —                                          |
| 14/06                                             | Запоріжжя                                   | Shahed 136              | пошкоджено цивільну інфраструктуру та авто                                 | 0/2                                        |
| 14/06                                             | Донецька обл., Мирноград                    | БпЛА, артобстріл        | удари по житловій забудові та інфраструктурі                               | 0/2                                        |
| 14/06                                             | Донецька обл., Покровськ                    | БпЛА                    | удари по житловій забудові та інфраструктурі                               | 0/2                                        |
| 15/06                                             | Донецька обл., Багатир                      | БпЛА, артобстріл        | відомо про обстріли житлової забудови та інфраструктури                    | 6/4                                        |
| 15/06                                             | Донецька обл., Костянтинівка                | БпЛА, артобстріл        | відомо про обстріли житлової забудови та інфраструктури                    | 6/4                                        |
| 15/06                                             | Донецька обл., Покровськ                    | БпЛА, артобстріл        | відомо про обстріли житлової забудови та інфраструктури                    | 6/4                                        |
| 15/06                                             | Полтавська обл., Кременчук                  | Shahed 136              | обʼєкти енергетики та с/г інфраструктури, житло                            | —                                          |
| 15/06                                             | Полтавська обл., Чутове                     | Shahed 136              | пошкоджені житлові будинки та авто                                         | —                                          |
| 15/06                                             | Харківська обл., Купʼянськ                  | РСЗВ, БпЛА              | пошкоджено приватний будинок                                               | 0/2                                        |
| 16/06                                             | Харківська обл., Купʼянськ                  | авіаудар                | зафіксовано влучання по багатоквартирному будинку                          | 3/2                                        |
| 16/06                                             | Київ                                        | Shahed 136              | пошкоджено торговельні павільйони та житло                                 | —                                          |
| 16/06                                             | Черкаська обл., Черкаський р-н              | Shahed 136              | уражено житлові будинки та інфраструктуру                                  | 0/2                                        |
| Масований ракетний обстріл України 17 червня 2025 |                                             |                         |                                                                            |                                            |
| 17/06                                             | Київ                                        | БпЛА, ракетний удар     | атаковані житлові будинки, гуртожитки, навчальні заклади                   | 28/188                                     |
| 17/06                                             | Одеса                                       | Shahed 136              | пошкоджений інклюзивний центр для дітей, дитсадок, житлові будинки         | 1/13                                       |
| 17/06                                             | Київська обл., Броварський р-н              | Shahed 136              | пошкодження приватного будинку і господарчої будівлі                       | —                                          |
| 17/06                                             | Київська обл., Вишгородський р-н            | Shahed 136              | пошкоджений приватний будинок                                              | 0/1                                        |
| 17/06                                             | Чернігів                                    | ракетний удар           | влучання у житлові будинки                                                 | 0/1                                        |
| 17/06                                             | Чернігівська обл., Прилуцький р-н           | Shahed 136              | уражено двоповерховий житловий будинок, авто                               | —                                          |
| 17/06                                             | Сумська обл., Конотоп                       | Іскандер-М              | пошкоджені приватні будинки і школа                                        | —                                          |
| 17/06                                             | Запоріжжя                                   | Shahed 136              | пошкоджені багатоповерхівка і гуртожиток                                   | —                                          |
|                                                   |                                             |                         |                                                                            |                                            |
| 17/06                                             | Дніпропетровська обл., Нікополь             | артобстріл              | уражено інф-ру, навчальний заклад, приватні будинки, споруди, авто         | 1/2                                        |
| 17/06                                             | Донецьк                                     | артобстріл              | російськими військами атаковано житловий будинок                           | 1/3                                        |
| 17/06                                             | Сумська обл., Сумський р-н                  | авіаудар                | пошкоджено приватний будинок                                               | 2/1                                        |
| 17/06                                             | Донецька обл., Слов'янськ                   | артобстріл              | пошкоджена адміністративна будівля                                         | —                                          |
| 17/06                                             | Донецька обл., Софіївка                     | артобстріл              | пошкоджені цивільні підприємства та приватний житловий сектор              | —                                          |
| 17/06                                             | Херсон                                      | БпЛА                    | атакована житлова забудова та інф-ра у Дніпровському районі міста          | 0/12                                       |
| 18/06                                             | Запоріжжя                                   | Shahed 136              | уражені багатоповерхівки та склад Нової Пошти                              | —                                          |
| 18/06                                             | Донецька обл., Краматорськ                  | РСЗВ                    | ЗС РФ уражено ветеринарну клініку                                          | —                                          |
| 18/06                                             | Донецька обл., Святогірськ                  | С-300                   | уражено багатоквартирні будинки та приватні домоволодіння                  | 0/5                                        |
| 18/06                                             | Донецька обл., Очеретине                    | артобстріл              | відомо про обстріл цивільної забудови населеного пункту                    | 0/3                                        |
| 18/06                                             | Донецька обл.                               | авіаудар, БпЛА          | пошкоджені приватні будинки, заклади освіти, авто                          | 0/5                                        |
| 18/06                                             | Херсон                                      | БпЛА                    | атаковано автівку «швидкої» та цивільного мешканця                         | 0/3                                        |
| 18/06                                             | Херсонська обл., Білозерка                  | БпЛА                    | російські окупанти атакували безпілотниками підрозділ ДСНС                 | 0/3                                        |
| 18/06                                             | Херсонська обл.                             | БпЛА, артобстріл        | пошкоджені приватні та багатоквартирні будинки, цивільна інф-ра, авто      | 0/5                                        |
| 18/06                                             | Сумська обл.                                | авіаудар, артобстріл    | пошкоджені приватні будинки, пошкоджена і зруйнована цивільна інф-ра       | —                                          |
| 19/06                                             | Донецька обл., Костянтинівка                | артобстріл              | атаковано багатоквартирний житловий будинок та дві приватні оселі          | 1/1                                        |
| 19/06                                             | Дніпропетровська обл., Нікопольський р-н    | БпЛА, артобстріл        | понівечено приватний будинок та інфраструктуру, авто                       | 0/5                                        |
| 19/06                                             | Миколаївська обл., Інгулка                  | Shahed 136              | пошкоджено сільськогосподарське підприємство                               | —                                          |
| 19/06                                             | Запорізька обл.                             | авіаудар, артобстріл    | пошкодження приватних будинків, квартир, авто та об'єктів інф-ри           | —                                          |
| 19/06                                             | Херсонська обл.                             | авіаудар, артобстріл    | пошкоджено 17 приватних будинків, господарські споруди, авто               | 0/11                                       |
| 19/06                                             | Харків                                      | БпЛА                    | пошкоджено багатоквартирний будинок, авто                                  | 0/1                                        |
| 19/06                                             | Сумський р-н                                | БпЛА                    | одна з будівель у житловому секторі                                        | —                                          |
| 20/06                                             | Одеса                                       | Shahed 136              | уражено багатоквартирні будинки, споруди, навчальний заклад, магазини      | 1/14                                       |
| 20/06                                             | Дніпропетровська обл., Нікопольський р-н    | БпЛА, артобстріл        | пошкоджено підприємства і навчальні заклади                                | 0/1                                        |
| 20/06                                             | Суми                                        | Shahed 136              | пошкоджено житловий будинок                                                | —                                          |
| 20/06                                             | Харківська обл., Високий                    | Shahed 136              | пошкоджені житлові будинкіи, споруди та авто                               | 0/1                                        |
| 20/06                                             | Харківська обл., Коротич                    | Shahed 136              | удар по цивільних підприємствах                                            | —                                          |
| 20/06                                             | Харків                                      | Shahed 136              | атаковані приватні житлові будинки та споруди                              | 0/4                                        |
| 21/06                                             | Харківська обл., Старий Салтів              | БпЛА                    | влучання по багатоквартирному житловому будинку                            | 1/0                                        |
| 21/06                                             | Чернігівська обл., Ніжинський р-н           | Shahed 136              | зруйновані та пошкоджені житлові будинки і господарчі споруди              | 1/0                                        |
| 21/06                                             | Донецька обл., Краматорськ                  | С-300                   | частково зруйновано житловий 4-поверховий будинок                          | 5/4                                        |
| 21/06                                             | Донецька обл., Слов'янськ                   | авіаудар                | атаковані приватні будинки, адмінбудівлі, багатоповерхівки                 | 1/3                                        |
| 21/06                                             | Суми                                        | БпЛА                    | пошкоджено багатоквартирний і приватні будинки                             | —                                          |
| 21/06                                             | Одеська обл., Білгород-Дністровський        | Shahed 136              | уражено житловий будинок, станцію екстреної медичної допомоги, швидку      | —                                          |
| 22/06                                             | Чернігівська обл., Сновськ                  | БпЛА                    | атакована цивільна інфраструктура                                          | 2/10                                       |
| 22/06                                             | Донецька обл.                               | артобстріл, авіаудар    | пошкоджено 26 цивільних об'єктів, з них 11 житлових будинків               | 2/5                                        |
| 22/06                                             | Суми                                        | ракетний удар           | пошкоджені приватні житлові будинки                                        | —                                          |
| 22/06                                             | Миколаївська обл., Очаків                   | ракетний удар           | пошкоджено 2 багатоквартирні та приватні будинки, ЛЕП та авто              | 0/3                                        |
| 23/06                                             | Київ                                        | Shahed 136              | атаковані житлові будинки, пошкоджено басейн і спорткомплекс КПІ           | 6/20                                       |
| 23/06                                             | Київська обл., Білоцерківський р-н          | Shahed 136              | атаковані приватні житлові будинки та готель                               | 1/8                                        |
| 23/06                                             | Одеська обл., Білгород-Дністровський        | ракетний удар           | зруйнувано місцевий навчальний заклад                                      | 3/14                                       |
| 23/06                                             | Донецька обл., Костянтинівка                | БпЛА                    | пошкоджено маршрутний автобус                                              | 1/1                                        |
| 23/06                                             | Київська обл., Бориспільський р-н           | Shahed 136              | пошкоджено приватні житлові будинки                                        | —                                          |
| 23/06                                             | Київська обл., Бучанський р-н               | Shahed 136              | пошкоджено приватні житлові будинки та авто                                | —                                          |
| 23/06                                             | Сумська обл.                                | БпЛА                    | пошкоджено будівлі, авто                                                   | 0/11                                       |
| 24/06                                             | Дніпро                                      | Іскандер-М              | уражено дитсадок, начальні заклади, гуртожитки, адмінбудівля, житло, поїзд | 21/300                                     |
| 24/06                                             | Дніпропетровська обл., Самар                | Іскандер-М              | атакована цивільна інфраструктура                                          | 2/3                                        |
| 24/06                                             | Сумська обл., Верхня Сироватка              | Shahed 136              | пошкоджені близько 30 приватних житлових будинків                          | 3/6                                        |
| 24/06                                             | Донецька обл., Золоті Пруди                 | Shahed 136              | атакована житлова забудова та цивільна інфраструктура                      | 1/2                                        |
| 24/06                                             | Донецька обл., Костянтинівка                | БпЛА                    | атаковані приватні та багатоквартирні житлові будинки, цивільні автомобілі | 2/1                                        |
| 24/06                                             | Донецька обл., Новоявленка                  | БпЛА, артобстріл        | атакована житлова забудова та цивільна інфраструктура                      | 1/1                                        |
| 24/06                                             | Донецька обл., Покровськ                    | БпЛА                    | атаковані приватні та багатоквартирні житлові будинки, цивільні автомобілі | 2/2                                        |
| 24/06                                             | Харків                                      | Shahed 136              | постраждали цивільні підприємства і приватні будинки                       | 0/3                                        |
| 24/06                                             | Херсон                                      | артобстріл              | атаковані житлові квартали у Корабельному районі міста                     | 0/6                                        |
| 24/06                                             | Запорізька обл., Василівський р-н           | БпЛА                    | атаковано бригаду обленерго, пошкоджено службове авто                      | 0/1                                        |
| 25/06                                             | Харківська обл., Водяне                     | авіабомбовий удар       | удар по приватному житловому сектору                                       | 1/1                                        |
| 25/06                                             | Донецька обл., Покровськ                    | БпЛА                    | атаковано цивільний автомобіль у житловому кварталі                        | 1/1                                        |
| 25/06                                             | Херсонська обл., Таврійське                 | авіабомбовий удар       | авіабомбовий удар по житловій забудові                                     | 1/0                                        |
| 25/06                                             | Херсонська обл.                             | БпЛА, артобстріл        | відомо про атаки житлової забудови та цивільної інфраструктури             | 2/1                                        |
| 25/06                                             | Харків                                      | Shahed 136              | уражено цивільне підприємство та незаселений житловий будинок              | 0/1                                        |
| 25/06                                             | Харківська обл., Купʼянськ                  | авіабомбовий удар       | пошкоджено житловий дев’ятиповерховий будинок                              | 0/5                                        |
| 25/06                                             | Запоріжжя                                   | артобстріл, РСЗВ        | пошкоджено приватні житлові будинки та цивільна інфраструктура             | 0/5                                        |
| 25/06                                             | Запорізька обл.                             | артобстріл, РСЗВ        | пошкоджено приватні житлові будинки та цивільна інфраструктура             | 0/5                                        |
| 25/06                                             | Донецька обл., Костянтинівка                | БпЛА                    | атакована цивільна інфраструктура                                          | 0/2                                        |
| 25/06                                             | Донецька обл., Торське                      | Shahed 136              | атакований приватний житловий сектор                                       | 0/1                                        |
| 26/06                                             | Донецька обл., Білозерське                  | Shahed 136              | дрон влучив у багатоповерхівку                                             | 0/5                                        |
| 26/06                                             | Донецька обл., Костянтинівка                | артобстріл              | російські війська з артилерії атакували аптеку                             | 0/2                                        |
| 27/06                                             | Херсон                                      | БпЛА, артобстріл        | пошкоджено житлову багатоповерхівку та приватні будинків, інф-ру           | 1/3                                        |
| 27/06                                             | Київська обл.                               | БпЛА, ракетний удар     | уражені приватні житлові будинки, шиномонтаж                               | 0/1                                        |
| 27/06                                             | Дніпропетровська обл., Нікопольський р-н    | БпЛА, артобстріл        | пошкоджено амбулаторію, адмінбудівлю, житлові і торгові споруди            | 0/4                                        |
| 27/06                                             | Сумська обл., Середина-Буда                 | БпЛА, артобстріл        | пошкоджені приватні житлові будинки                                        | —                                          |
| 27/06                                             | Харків                                      | БпЛА                    | атаковано дорогу та цивільні автомобілі                                    | —                                          |
| 27/06                                             | Харківська обл., Чугуїв                     | Іскандер-М              | пошкоджене цивільне підприємство                                           | 0/3                                        |
| 27/06                                             | Запоріжжя                                   | БпЛА                    | пошкоджено промислове підприємство і гаражний кооператив                   | —                                          |
| 28/06                                             | Одеса                                       | Shahed 136              | пошкоджено 21-поверховий житловий будинок, господарчі споруди              | 2/17                                       |
| 28/06                                             | Дніпропетровська обл., Синельниківський р-н | БпЛА                    | скинули з безпілотника вибухівку на автобус гуманітарної місії             | —                                          |
| 28/06                                             | Дніпропетровська обл., Нікопольський р-н    | БпЛА                    | пошкоджені приватні житлові будинки                                        | 0/2                                        |
| 28/06                                             | Херсон                                      | артобстріл              | атаковані житлові квартали міста та цивільні авто                          | 0/4                                        |
| 29/06                                             | Івано-Франківська обл.                      | БпЛА, ракетний удар     | пошкоджено церкву, житловий будинок                                        | 1/0                                        |
| 29/06                                             | Дніпропетровська обл., Синельниківський р-н | БпЛА                    | атаковано цивільне авто                                                    | 1/0                                        |
| 29/06                                             | Харківська обл.                             | БпЛА                    | атаковано цивільне авто                                                    | 1/1                                        |
| 29/06                                             | Харківська обл., Купʼянськ                  | артобстріл              | обстріляно артилерією житловий квартал міста                               | 1/1                                        |
| 29/06                                             | Запорізька обл., Степногірськ               | артобстріл, БпЛА        | атакований житловий багатоповерховий будинок                               | 1/0                                        |
| 29/06                                             | Херсон                                      | —                       | російська армія відкрила вогонь по Центральному району міста               | 1/1                                        |
| 29/06                                             | Херсонська обл.                             | —                       | пошкоджено приватні будинки, газопроводи, господарчі споруди               | 1/0                                        |
| 29/06                                             | Донецька обл.                               | авіаудар, БпЛА          | пошкоджено 25 цивільних об'єктів, з них 15 житлових будинків               | 1/3                                        |
| 29/06                                             | Тернопільська обл.                          | ракетний удар           | уламки ракет пошкодили приватні домогосподарства                           | —                                          |
| 29/06                                             | Черкаська обл., Сміла                       | ракетний удар           | атаковано навчальний заклад та житлові будинки                             | 0/11                                       |
| 29/06                                             | Полтава                                     | Shahed 136              | ушкоджено вокзал Полтава-Південна                                          | —                                          |
| 29/06                                             | Сумська обл., Лебедин                       | Shahed 136              | пошкоджено адміністративні та приватні житлові будівлі                     | 0/2                                        |
| 29/06                                             | Харків                                      | Shahed 136              | безпілотник влучив у дах багатоповерхівки                                  | —                                          |
| 29/06                                             | Харківська обл., Вільхуватка                | авіабомбовий удар       | пошкоджені приватні домоволодіння                                          | —                                          |
| 29/06                                             | Донецька обл., Лиман                        | РСЗВ                    | уражено житловий багатоквартирний пʼятиповерховий будинок                  | 0/3                                        |
| 30/06                                             | Миколаївська обл., Дмитрівка                | артобстріл              | пошкоджено приватні житлові будинки та магазин                             | 1/1                                        |
| 30/06                                             | Херсонська обл.                             | —                       | пошкоджено приватні будинки, авто, газопровід, господарчі споруди          | 1/5                                        |
| 30/06                                             | Херсонська обл., Комишани                   | артобстріл, БпЛА        | атаковано житлову забудову                                                 | 1/0                                        |
| 30/06                                             | Дніпропетровська обл.                       | артобстріл, авіаудар    | пошкоджено інфраструктуру, приватні оселі, багатоповерхівки                | —                                          |
| 30/06                                             | Дніпропетровська обл., Синельниківський р-н | Shahed 136              | пошкоджено сільськогосподарське підприємство                               | —                                          |
| 30/06                                             | Харківська обл., Дергачі                    | Shahed 136              | пошкоджено цивільну будівлю та будівлю агропідприємства                    | 0/8                                        |
| 30/06                                             | Харківська обл., Курортне                   | Shahed 136              | пошкоджено будівлю їдальні санаторію                                       | —                                          |
| 30/06                                             | Харківська обл., Пісочин                    | Shahed 136              | пошкоджено будівлю СТО                                                     | —                                          |
| 30/06                                             | Донецька обл., Золотий Колодязь             | артобстріл              | атаковано храм святителя Димитрія                                          | —                                          |